# Hormonale huishouding
De hormonale huishouding is de interactie van een of meer hormonen in het lichaam van mens of dier. Veranderingen in de normale hormonale huishouding kunnen heel specifieke of karakteristieke gedragingen of veranderingen in het lichaam en de geest teweegbrengen. Een voorbeeld van een veranderde hormonale huishouding is de menopauze bij vrouwen en bij mannen de verminderde libido op latere leeftijd. Bij dieren kan dit soms spectaculaire veranderingen teweegbrengen in zowel gedrag als kleur. Sommige dieren kunnen zelfs omkleuren als gevolg van belangrijke veranderingen in de interactie van hun hormonen. Toediening van extra hormonen in het lichaam kan de normale biologische balans van hormonen in ernstige mate verstoren of wijzigen.
Alle hormonen hebben een regelfunctie in het lichaam. Ze maken deel uit van soms eenvoudige, soms complexe regelsystemen - de hormonale huishouding. De afgifte van meer of juist minder hormoon door een klier wordt meestal gereguleerd via negatieve terugkoppeling. Een belangrijk deel van de hersenen dat hierbij betrokken is, is de hypothalamus. Deze meet de hoeveelheden van verschillende hormonen in de bloedbaan en reageert hierop door zelf hormonale of neurale berichten af te geven aan de endocriene klieren, vooral de hypofyse. Deze berichten geven dan in het lichaam aan of de productie van het hormoon gestimuleerd moet worden of juist moet worden afgeremd. Bij toediening van extra hormonen aan dit natuurlijke proces in het lichaam kan het systeem in belangrijke mate ontregelen en tot soms vreemde bijwerkingen leiden.